# La nota segreta
La nota segreta è un romanzo storico di Marta Morazzoni, pubblicato nel 2010.

## Storia editoriale
Il romanzo è stato finalista della V edizione del Premio Tropea e ha vinto, tra il 2010 e il 2011, il Premio Nazionale Rhegium Julii, il Premio Letterario Internazionale Alessandro Manzoni – Città di Lecco e il Premio Alassio Centolibri - Un autore per l'Europa.

## Trama
A Milano, intorno al 1730, le suore benedettine del Monastero di Santa Radegonda, in possesso di una raffinatissima tecnica vocale, costituiscono un'attrazione e una delizia per quanti le vogliano ascoltare durante le cerimonie. Protette dalla clausura, rimangono invisibili ai fedeli, ma tutti sanno che la gemma più preziosa del convento è suor Rosalba Guenzani, dotata di una splendida voce di soprano e competente in esecuzione agli strumenti e in direzione di coro. È lei, con le sue doti, che ha formato ad una ad una, tutte le consorelle versate per la musica; passione e dedizione all'insegnamento fanno parte delle meravigliose capacità di questa monaca e tutta Milano ammira i risultati, frequentando la chiesa del convento.
Qui giunge intorno al 1733 la contessina Paola Teresa Pietra, di 13 anni, costretta a diventare monaca di clausura da una famiglia che non la vuole nel mondo. La fanciulla ci mette qualche tempo per capire che vorrebbe cantare e, quando chiede a suor Rosalba un parere, si rivela un contralto ancora potenziale, ma da incoraggiare. Ben presto i progressi fatti dalla ragazzina sono tali da consentire alla sua maestra di eseguire insieme anche dei duetti. E, nel 1736, essendo da poco morto in giovanissima età il compositore Giovanni Battista Pergolesi, poiché suor Rosalba ha ricevuto la partitura dello Stabat Mater per soprano, contralto e piccola orchestra d'archi, le due cantanti si producono nell'esecuzione durante il mese di novembre. In via straordinaria, lo Stabat Mater viene ripetuto alla festività dell'Immacolata (8 dicembre).
Questo stato di cose non piace alla badessa di Santa Radegonda. Convinta che le suore siano troppo distratte da passioni mondane, ha preso in antipatia suor Rosalba, ma non può lamentarsi di scorrettezze liturgiche o della Regola. La donna ignora che tra gli ascoltatori delle musiche sacre c'è anche un diplomatico inglese, tale John Durant Breval, sui quarant'anni, sposato e padre di due figli. John si innamora di Paola, o meglio, della sua voce. La giovane, ormai diciottenne, non è insensibile a questo sentimento e (soprattutto) si rende conto di non avere vocazione per la vita che le hanno imposto. Con la sottile complicità di suor Rosalba, che ha alcuni rapporti epistolari leciti con la società milanese cui appartiene, Paola fugge dal convento dopo le celebrazioni per la Pasqua.
L'incontro con John, un breve periodo di intimità, una fuga a Venezia rappresentano una tregua per i due, prima dell'abbattersi della tempesta. La badessa, sentendosi confermata nella sua contrarietà verso la musica, compie una denuncia alla Penitenzieria Apostolica, pretendendo che Paola sia riportata in convento a fare ammenda e penitenza. Per intanto, la badessa vieta il canto e qualsiasi tipo di espressione musicale. Inoltre, avendo avvertito i familiari di Paola, si trova da questi spalleggiata nel ritenere la fanciulla persa al mondo e alla salvezza. Solo suor Rosalba, interpellata, non tradisce mai la sua pupilla e dichiara che Paola non aveva vocazione, quindi hanno fatto male a non tenerne conto. Detto ciò, la suora musicista si chiude in un ostinato silenzio per non dare ulteriori esche al malanimo della badessa.
John vuole andare in Inghilterra, dare le dimissioni dalla diplomazia, chiedere alla moglie il divorzio. Pressato dal pericolo che le autorità ecclesiastiche si impadroniscano di Paola, la imbarca su una nave perché raggiunga per mare Marsiglia. Il viaggio è sfortunato: a tre giorni dall'arrivo, la nave è attaccata dai pirati berberi che imperversano nel Mediterraneo e solo la circostanza che Paola ha provvisoriamente indossato abiti da mozzo le permette di evitare la cattura. Quando poi arriva in porto, John è lì ad attenderla e il provvidenziale, lungo ritardo, ha fatto ripartire a mani vuote gli emissari civili ed ecclesiastici che erano giunti da Milano per arrestarla. I due possono mettersi in salvo attraversando la Francia e giungendo incolumi a Dover.
Al convento la badessa è scrupolosamente informata di tutto: dell'ipotesi che Paola fosse caduta in mano ai pirati, dell'inaspettato arrivo a Marsiglia, del riparo sicuro che ormai l'Inghilterra anglicana e nient'affatto benevola verso il Cattolicesimo romano, offre alla peccatrice. Nessuno può aspettarsi che la fuggiasca ritorni indietro e la badessa teme di dover restituire alla famiglia Pietra la dote che è stata depositata per la monacazione della giovane. Intanto in Inghilterra, la ragazza è sistemata presso le due sorelle di John, il quale chiede il divorzio alla moglie e presenta le dimissioni da diplomatico della Corona. Paola si è accorta di aspettare un bimbo e partorisce un maschio nel gennaio del 1738. Ma, determinata a volere lo scioglimento dei suoi voti, rifiuta di sposare John e risponde a una convocazione della Penitenzieria Apostolica a Roma, decidendo di andare a Roma per affrontare il processo.
Inaudita e temeraria, la decisione di Paola costringe la badessa a muoversi da Milano per presenziare a sua volta; nel faticoso viaggio porta con sé suor Rosalba e una sua protetta, suor Maria Annunciata. Nella primavera romana tutte sono alloggiate in un convento di Clarisse, ma non è permesso alcun contatto tra Paola e le milanesi. Quando finalmente si giunge alla seduta, la badessa non ha più forze per alimentare il suo dispetto e suor Rosalba è a sua volta troppo stanca e desiderosa di riposo; la loro comparsa davanti al cardinale Vincenzo Petra si è svuotata ormai di ogni significato. Non così per Paola che, accolta caritatevolmente dal prelato e dai suoi colleghi, può sciogliere in modo legittimo i suoi voti. Rimane solo il rimpianto del cardinale Petra per non aver sentito nel canto le voci di due donne eccezionali, forse le più dotate dell'epoca.

### Fonti storiche
In una breve nota conclusiva, Marta Morazzoni dichiara di aver conosciuto il racconto riguardante la contessa Teresa Paola Pietra dal romanzo Cento anni di Giuseppe Rovani e dal lavoro Per vim et metus di Paola Vismara Chiappa.

## Edizioni
- Marta Morazzoni, La nota segreta, Mondolibri, Milano 2010
- Marta Morazzoni, La nota segreta, Longanesi, Milano 2010
- (FR)  Marta Morazzoni, La Note secrète, tradotto da Marguerite Pozzoli, Actes sud, Arles 2012